# Atilio Fruet
Atilio José Fruet, detto Lito (Bahía Blanca, 27 ottobre 1941 – 23 ottobre 2018), è stato un cestista argentino.

## Carriera
Con l'Argentina ha disputato due edizioni dei Campionati mondiali (1963, 1967).